# Gerhard Wendland
Gerhard Wendland (n. 19 aprilie 1916, Berlin, Imperiul German – d. 21 iunie 1996, München, Germania) a fost un cântăreț german.